# Diócesis de Umzimkulu
La diócesis de Umzimkulu (en latín: Dioecesis Umzimkulen(sis) y en inglés: Roman Catholic Diocese of Umzimkulu) es una circunscripción eclesiástica latina de la Iglesia católica en Sudáfrica, sufragánea de la arquidiócesis de Durban. La diócesis tiene al obispo Stanisław Jan Dziuba, O.S.P.P.E. como su ordinario desde el 31 de diciembre de 2008. 

## Territorio y organización
La diócesis tiene 15 275 km² y extiende su jurisdicción sobre los fieles católicos de rito latino residentes en la parte occidental de la provincia de KwaZulu-Natal.
La sede de la diócesis se encuentra en Harding, pero en Lourdes se halla la Catedral de Nuestra Señora de Lourdes.
En 2020 en la diócesis existían 15 parroquias.

## Historia
La diócesis fue erigida el 21 de febrero de 1954 con la bula Cum in Africa del papa Pío XII, obteniendo el territorio de la diócesis de Mariannhill. Originalmente la sede episcopal estaba en Umzimkulu y se dejó al obispo la facultad de elegir qué iglesia sería la catedral.
La diócesis tuvo largos períodos de vacancia, en los que se encomendó la administración apostólica a los arzobispos de Durban.

## Estadísticas
De acuerdo al Anuario Pontificio 2021 la diócesis tenía a fines de 2020 un total de 179 000 fieles bautizados.
| Año                                                                             | Población            | Población | Población      | Sacerdotes | Sacerdotes    | Sacerdotes    | Bautizados por sacerdote | Diáconos permanentes | Religiosos | Religiosos | Parroquias |
| Año                                                                             | Bautizados católicos | Total     | % de católicos | Total      | Clero secular | Clero regular | Bautizados por sacerdote | Diáconos permanentes | Varones    | Mujeres    | Parroquias |
| ------------------------------------------------------------------------------- | -------------------- | --------- | -------------- | ---------- | ------------- | ------------- | ------------------------ | -------------------- | ---------- | ---------- | ---------- |
| 1969                                                                            | 50 149               | 192 478   | 26.1           | 26         | 14            | 12            | 1928                     |                      | 23         | 108        | 13         |
| 1973                                                                            | 50 300               | 133 400   | 37.7           | 21         | 13            | 8             | 2395                     |                      | 37         |            | 13         |
| 1990                                                                            | 75 747               | 214 000   | 35.4           | 15         | 7             | 8             | 5049                     |                      | 9          | 28         | 15         |
| 1999                                                                            | 132 000              | 1 540 200 | 8.6            | 12         | 3             | 9             | 11 000                   |                      | 10         | 32         | 15         |
| 2000                                                                            | 122 610              | 945 890   | 13.0           | 10         | 3             | 7             | 12 261                   |                      | 8          | 37         | 15         |
| 2001                                                                            | 130 820              | 993 185   | 13.2           | 15         | 7             | 8             | 8721                     |                      | 8          | 37         | 14         |
| 2002                                                                            | 130 820              | 1 890 000 | 6.9            | 18         | 9             | 9             | 7267                     |                      | 9          | 37         | 15         |
| 2003                                                                            | 141 014              | 1 890 000 | 7.5            | 17         | 7             | 10            | 8294                     |                      | 11         | 37         | 15         |
| 2004                                                                            | 141 363              | 1 894 680 | 7.5            | 15         | 7             | 8             | 9424                     |                      | 9          | 32         | 15         |
| 2010                                                                            | 156 000              | 2 097 000 | 7.4            | 19         | 6             | 13            | 8210                     |                      | 14         | 23         | 14         |
| 2014                                                                            | 162 200              | 2 180 000 | 7.4            | 17         | 7             | 10            | 9541                     |                      | 12         | 21         | 15         |
| 2017                                                                            | 171 230              | 2 291 350 | 7.5            | 13         | 4             | 9             | 13 171                   |                      | 14         | 21         | 15         |
| 2020                                                                            | 179 000              | 2 395 500 | 7.5            | 20         | 9             | 11            | 8950                     |                      | 14         | 20         | 15         |
| Fuente: Catholic-Hierarchy, que a su vez toma los datos del Anuario Pontificio. |                      |           |                |            |               |               |                          |                      |            |            |            |

## Episcopologio
- Pius Bonaventura Dlamini, F.F.J. † (21 de febrero de 1954-14 de diciembre de 1967 renunció[3])
  - Sede vacante (1967-1986)[4]
- Gerard Sithunywa Ndlovu † (22 de diciembre de 1986-22 de agosto de 1994 renunció)
  - Sede vacante (1994-2008)[5]
- Stanisław Jan Dziuba, O.S.P.P.E., desde el 31 de diciembre de 2008